# Општина Пећ
Општина Пећ је општина у Републици Србији, у АП Косово и Метохија, која припада Пећком управном округу. Површина општине је 603 km². У општини, по првим резултатима пописа становништва 2011. године на Косову, живи 95.723 становника.

## Историја
Све до краја 1959. године, у административној структури тадашње Аутономне косовско-метохијске области (АКМО) постојао је велики Пећки срез, у чији је састав улазила и првобитна Пећка општина, која је обухватала само град Пећ, са непосредном околином. Доношњењм Закона о укидању срезова у АКМО, који је у Скупштини НР Србије усвојен 25. новембра 1959. године,, укинут је Пећки срез, а потом је извршена и реорганизација општинских власти, чиме је створена нова Општина Пећ, која је у том облику функционисала у континуитету све до 1999. године. Након НАТО агресије на СРЈ и успостављања мисије УН (УНМИК), легални органи Општине Пећ наставили су да функционишу у изузетно отежаним условима, пошто је у наредном периоду дошло до успостављања паралелних албанских органа локалне власти, тако да је поред српске Општине Пећ настала и паралелна општина истог назива у саставу Привремених институција самоуправе. Последњи избори за српску Скупштину Општине Пећ одржани су 2009. године, а почевши од 2013. године, општином управља Привремени орган, са измештеним седиштем у оближњем месту Гораждевцу.

## Насеља
| - Алагина Река - Бабиће - Баране - Бело Поље - Благаје - Боге - Црни Врх - Брестовик - Брежаник - Бролић - Бучане - Велика Јабланица - Велики Штупељ - Витомирица | - Враговац - Главичица - Глођане - Гораждевац - Грабовац - Добри До - Дреље - Дубочак - Дубово - Дугањиве - Загрмље - Захаћ - Злопек - Јабланица - Крстовац | - Клинчина - Кошутане - Косурић - Котрадић - Крушевац - Кућиште - Липа - Лабљане - Лаз Белопаћ - Ложане - Лугађија - Лођа - Љешане - Љевоша - Љубенић | - Љутоглава - Мала Јабланица - Мали Штупељ - Маљевиће - Милановац - Набрђе - Накло - Непоље - Ново Село - Осоје - Озрим - Плављане - Пећ - Пепиће - Пиштане - Почешће | - Радавац - Ромуне - Рашић - Раушић - Росуље - Рухот - Сврке - Сига - Требовић - Трстеник - Турјак - Ћушка - Хаџовићи - Челопек - Шкреље |